# Coura (Armamar)
Coura ist ein Ort und eine ehemalige Gemeinde (Freguesia) im portugiesischen Kreis Armamar. In der Gemeinde lebten 49 Einwohner (Stand 30. Juni 2011).
Am 29. September 2013 wurden die Gemeinden Coura und Tões in die Kleinstadt Armamar eingegliedert.